# Небезпечна гра Слоун
«Небезпечна гра Слоун» (англ. Miss Sloane) — політичний трилер 2016 року режисера Джона Меддена з Джессікою Честейн в головній ролі.

## Сюжет
Елізабет Слоун — фахова лобістка, яка працює у фірмі «Cole Kravitz & Waterman» і якій представник виробників зброї Сенфорд запропонував роботу по протидії проекту закону про ретельнішу перевірку осіб, яким видається дозвіл на зброю, залучивши до кампанії жінок-виборців. Слоун висміює ідею Сенфорда, порадивши забути про неї, чим викликає гнів власного боса Дюпонта, зацікавленого у співпраці з Сенфордом.
Через деякий час до Слоун звертається представник конкуруючої з Сенфордом фірми «Peterson Wyatt» Родольфо Шмідт з пропозицією роботи на підтримку проекту закону. Слоун залишає фірму Дюпонта і переходить з частиною своїх підлеглих до «Peterson Wyatt», хоча особиста секретарка Слоун Джейн Моллоу відмовляється переходити.
У новій фірмі увагу Слоун привертає Есмі Манучарян, і лобістка активно починає використовувати її в роботі зі ЗМІ. Потім під час теледебатів з колишнім колегою Петом Коннорсом Слоун розкриває секрет Есмі, про те, що вона вижила під час стрілянини в школі. Через розголошення цієї інформації Есмі стає об'єктом нападу неврівноваженого озброєного молодика, але її рятує від смерті випадковий свідок, який мав при собі дозволену вогнепальну зброю, з якої і застрелив нападника.
Прихильники зброї через цей інцидент отримують додаткову підтримку, а кількість сенаторів, готових підтримати внесений законопроєкт, зменшується. До того ж, Слоун викликають на слухання в Конгресі США під головуванням сенатора Рона Сперлінга про порушення нею в роботі норм етики.
Під присягою Елізабет Слоун клянеться, що як лобістка ніколи не порушувала правила з етики Сенату США, тому слухання можуть закінчитися без всякої шкоди для неї, але законопроєкт не збере необхідної кількості голосів. І в своєму останньому слові Слоун повідомляє, що передбачала, що опоненти можуть розпочати атаку особисто проти неї, якщо очолювана нею кампанія буде мати успіх, і тому спеціально залишила у колишній фірмі свою секретарку Джейн Моллоу, сама спровокувала колишнього боса Дюпонта ініцюювати слухання в Конгресі, дійсно здійснювала незаконні прослуховування телефонів і стеження за Дюпонтом, які підтвердили, що сенатор Рон Сперлінг за гроші виробників зброї взявся очолити комісію Конгресу.
Елізабет Слоун опиняється в тюрмі, але законопроєкт був прийнятий.

## У ролях
| Актор            | Роль                   |
| ---------------- | ---------------------- |
| Джессіка Честейн | Меделін Елізабет Слоун |
| Марк Стронг      | Родольфо Шмідт         |
| Гугу Мбата-Роу   | Есмі Манучарян         |
| Майкл Сталберг   | Пет Коннорс            |
| Елісон Пілл      | Джейн Моллоу           |
| Сем Вотерстон    | Джордж Дюпонт          |
| Джон Літгоу      | сенатор Рон Сперлінг   |
| Джейк Лейсі      | Роб Форд               |
| Дуглас Сміт      | Алекс                  |
| Меган Фегі       | Клара Томсон           |
| Крістін Баранскі | Евелін Самнер          |
| Ділан Бейкер     | модератор дебатів      |

## Критика
Фільм отримав хороші відгуки: Rotten Tomatoes дав оцінку 76 % на основі 196 відгуків від критиків і 72 % від більш ніж 5 000 глядачів, але не викликав великого глядацького інтересу, незважаючи навіть на чудове виконання головної ролі Джессікою Честейн, за яке вона була номінована на премію «Золотий глобус» за найкращу жіночу роль — драма.